# Embidobia formosa
Embidobia formosa är en stekelart som beskrevs av G. Mineo och Maniglia 1983. Embidobia formosa ingår i släktet Embidobia och familjen Scelionidae. Inga underarter finns listade i Catalogue of Life.